# Thieves' Highway
 Thieves' Highway és una pel·lícula estatunidenca dirigida per Jules Dassin, estrenada el 1949.

## Argument
De tornada a casa després de ser embarcat com a mecànic i haver fet la volta al món, Nick Garcos descobreix que el seu pare ha perdut les cames en un accident provocat per un majorista en fruites de San Francisco. Per fer valer els seus drets, el jove s'associa amb un camioner per escortar fruites i es cabussa així dins del mercat de Frisco: immigrants explotats, ritme de treball infernal, vida nocturna del mercat, extorsió, corrupció. En la seva lluita contra el majorista Mike Figlia, Nick trobarà una ajuda inesperada de part d'una dona lleugera.

## Repartiment
- Richard Conte: Nick Garcos
- Valentina Cortese: Rica
- Lee J. Cobb: Mike Figlia
- Barbara Lawrence: Polly Faber
- Millard Mitchell: Ed Kinney
- Jack Oakie: Slob
- Morris Carnovsky: Yanko Garcos
- Joseph Pevney: Pete
- Kasia Orzazewski: La Sra. Polansky, la dona del granger
- Tamara Shayne: Parthena Garcos
- Norbert Shiller: Mr Polansky, el granger productor de pomes
- Hope Emerson: Midge, una compradora

## Al voltant de la pel·lícula
El guionista Albert Isaac Bezzerides ha adaptat la seva pròpia novel·la Thieves' Market.
El rodatge s'ha desenvolupat parcialment al mateix San Francisco, donant així una visió quasi documental del mercat. Es tracta de l'última pel·lícula de Jules Dassin als Estats Units.